# ターコイズブルー

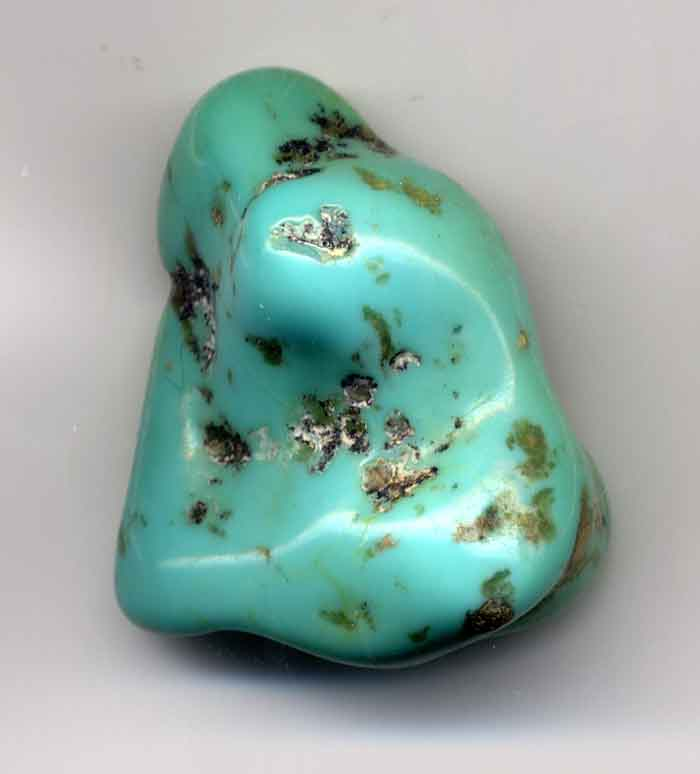
トルコ石

ターコイズブルー（turquoise blue）は色の一つ。緑がかった青色のこと。ターコイズ（トルコ石）は一般的に明るい青緑色であるが、青みが強いトルコ石はターコイズブルーと呼ばれる。JIS慣用色名では「明るい緑みの青」（略号 lt-gB）と定義している。また、緑みが強いトルコ石はターコイズグリーン（turquoise green）と呼ばれる。

## 色材

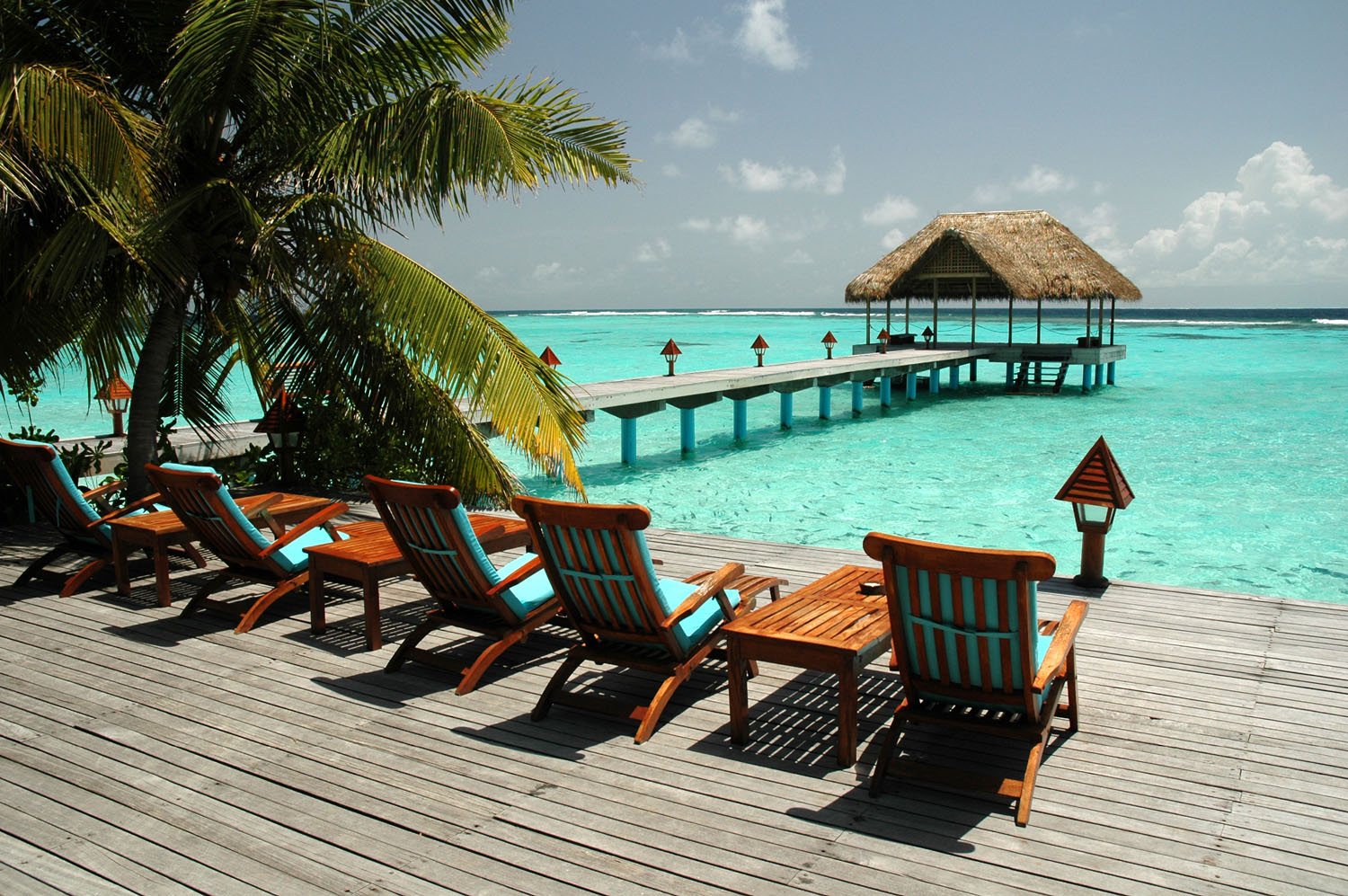
Madoogali島リゾートアイランドのトルコ石ラグーン（モルディブ）

色材としてのターコイズブルーに用いられる色料は様々であり、顔料としてはコバルトクロム青、マンガン青、フタロシアニン青及び緑などがある。また、セラミック顔料を使用する分野ではバナジウムジルコニウム青のことをターコイズブルー或いはトルコ青と呼ぶ。

### マンガン青
硫酸バリウムに定着させたマンガン酸バリウム。極めて赤みの少ない青色顔料であり、黄と混合しても鮮明な緑を作る。このような独特な色調から注目されていたが、環境配慮の為に製造が中止された。

## ターコイズブルー (純色)
純色のターコイズブルーはスプリンググリーンやシアンに近い色。

## 近似色
- 水色
- 青
- 緑
- 青緑
- シアン
- エメラルドグリーン
- アクアマリン
- 浅葱色
- セルリアンブルー